# Chris Columbus
Chris Joseph Columbus, född 10 september 1958 i Spangler i Cambria County, Pennsylvania, är en amerikansk regissör, manusförfattare och producent.

## Filmografi
| År   | Film                                      | Regissör | Manus | Producent |
| ---- | ----------------------------------------- | -------- | ----- | --------- |
| 1984 | Rebellen                                  |          | Ja    |           |
| 1984 | Gremlins                                  |          | Ja    |           |
| 1985 | Goonies – Dödskallegänget                 |          | Ja    |           |
| 1985 | Tempelmysteriet                           |          | Ja    |           |
| 1987 | En natt på stan                           | Ja       |       |           |
| 1990 | Ensam hemma                               | Ja       |       |           |
| 1991 | Mammas gosse                              | Ja       | Ja    |           |
| 1992 | Ensam hemma 2 - vilse i New York          | Ja       |       |           |
| 1993 | Välkommen Mrs. Doubtfire                  | Ja       |       |           |
| 1995 | Nio månader                               | Ja       | Ja    | Ja        |
| 1996 | Klappjakten                               |          |       | Ja        |
| 1998 | Vid din sida                              | Ja       |       | Ja        |
| 1999 | 200-årsmannen                             | Ja       |       | Ja        |
| 2001 | Harry Potter och de vises sten            | Ja       |       | Ja        |
| 2001 | Monkeybone                                | Ja       |       | Ja        |
| 2002 | Harry Potter och Hemligheternas kammare   | Ja       |       | Ja        |
| 2004 | Harry Potter och fången från Azkaban      |          |       | Ja        |
| 2004 | Julfritt                                  |          | Ja    | Ja        |
| 2005 | Fantastic Four                            |          |       | Ja        |
| 2005 | Rent                                      | Ja       |       | Ja        |
| 2006 | Natt på museet                            |          |       | Ja        |
| 2007 | Fantastic Four: Rise of the Silver Surfer |          |       | Ja        |
| 2009 | Natt på museet 2                          |          |       | Ja        |
| 2009 | I Love You, Beth Cooper                   | Ja       | Ja    | Ja        |
| 2010 | Percy Jackson och kampen om åskviggen     | Ja       |       | Ja        |
| 2011 | Niceville                                 |          |       | Ja        |
| 2013 | Percy Jackson och monsterhavet            |          |       | Ja        |
| 2014 | Little Accidents                          |          |       | Ja        |
| 2014 | Natt på museet: Gravkammarens hemlighet   |          |       | Ja        |
| 2015 | Pixels                                    | Ja       |       | Ja        |
| 2018 | The Christmas Chronicles                  |          |       | Ja        |
| 2020 | The Christmas Chronicles 2                | Ja       | Ja    | Ja        |
| 2023 | Chupa                                     |          |       | Ja        |
| 2024 | Nosferatu                                 |          |       | Ja        |